# Acrapex roseola
Acrapex roseola là một loài bướm đêm trong họ Noctuidae.